# Форт Рекавери (Охајо)
Форт Рекавери (енгл. Fort Recovery) град је у америчкој савезној држави Охајо.

## Демографија
По попису из 2010. године број становника је 1.430, што је 157 (12,3%) становника више него 2000. године.
| Група             | 2000.         | 2010.         |
| Белци             | 1.247 (98,0%) | 1.389 (97,1%) |
| Афроамериканци    | 1 (0,1%)      | 1 (0,1%)      |
| Азијати           | 2 (0,2%)      | 2 (0,1%)      |
| Хиспаноамериканци | 12 (0,9%)     | 16 (1,1%)     |
| Укупно            | 1.273         | 1.430         |